# Kollegialorgan für Studienangelegenheiten
Ein Kollegialorgan für Studienangelegenheiten (die konkrete Bezeichnung variiert von Universität zu Universität, gebräuchlich sind insbesondere Curricularkommission, Curriculakommission und Studienkommission, auch abgekürzt Stuko, daneben werden auch die Bezeichnungen Kollegialorgan für Studienangelegenheiten gemäß § 25 Abs. 1 Z 10 Universitätsgesetz 2002 und Kollegialorgan gemäß § 25 Abs. 8 Z 3 Universitätsgesetz 2002 verwendet) ist ein Kollegialorgan einer österreichischen Universität, welches die Aufgabe hat, die Curricula für ordentliche Universitätsstudien und für Universitätslehrgänge zu erlassen und zu ändern. Die Beschlüsse dieses Kollegialorgans werden dem Senat der Universität zur Genehmigung vorgelegt und werden erst dann rechtswirksam, wenn der Senat sie genehmigt.

## Aufgaben und Verfahren
Curricula für ordentliche Studien und für Lehrgänge zu erlassen und abzuändern, ist an österreichischen Universitäten Aufgabe des Senats der Universität. Der Senat kann jedoch nicht unmittelbar selbst Curricula erlassen und ändern, sondern muss für diese Aufgabe ein entscheidungsbefugtes Kollegialorgan einsetzen. Der Senat kann diesem Kollegialorgan Richtlinien vorgeben. Die Beschlüsse dieses Kollegialorgans werden dann wieder dem Senat vorgelegt, der sie genehmigen kann, aber nicht genehmigen muss.
Ob der Senat nur ein einziges Kollegialorgan für Studienangelegenheiten (für alle Fachrichtungen gemeinsam) einsetzt oder mehrere (z. B. jeweils für eine Erlassung oder Änderung eines bestimmten Curriculums), ist gesetzlich nicht festgelegt. Setzt der Senat nur ein einziges Kollegialorgan für Studienangelegenheiten für die gesamte Universität ein, dann werden die Beschlüsse dieses Kollegialorgans in der Praxis durch informelle Gremien aus dem jeweiligen Fachbereich (z. B. durch „Curricular-Arbeitsgruppen“) vorbereitet.
Ein Kollegialorgan für Studienangelegenheiten darf längstens für die jeweilige Funktionsperiode des Senats eingerichtet werden, also maximal für drei Jahre.

## Zusammensetzung
Das Kollegialorgan für Studienangelegenheiten darf maximal halb so viele Mitglieder haben wie der Senat, d. h. maximal 13 Mitglieder (falls der Senat 26 Mitglieder – die Maximalgröße – hat). Die Studierenden stellen mindestens ein Viertel der Mitglieder. Diese studentischen Mitglieder werden von der Universitätsvertretung der Hochschülerinnen- und Hochschülerschaft an der jeweiligen Universität entsandt, wobei nach Maßgabe der Satzung der Hochschülerinnen- und Hochschülerschaft den Studienvertretungen das Nominierungsrecht zusteht. Kollegialorganen für Studienangelegenheiten, die ab dem 1. Oktober 2009 konstituiert wurden, müssen gesetzlich in der Regel zumindest 40 Prozent Frauen angehören.

## Frühere Rechtslage
Unter dem Universitäts-Organisationsgesetz 1993, welches bis 31. Dezember 2003 anzuwenden war, hatte an jeder Fakultät das Fakultätskollegium zur Durchführung und Organisation des Lehr- und Prüfungsbetriebes einer oder mehrerer fachverwandter Studienrichtungen jeweils eine Studienkommission einzurichten oder deren Aufgaben einer Institutskonferenz zu übertragen. Der Studienkonferenz oblagen nicht nur die Erlassung und Änderung des Studienplans, sondern auch eine Reihe weiterer Aufgaben im Zusammenhang mit der Durchführung des Studiums (beispielsweise Vorschläge und Stellungnahmen, welcher Lehrender welche Lehrveranstaltung abhalten soll, oder die Erlassung von Verordnungen über die generelle Anerkennung von Prüfungen). Andere Aufgaben im Bereich der Lehre kamen dem Studiendekan zu, wieder andere dem Vorsitzenden der Studienkommission zur selbständigen Wahrnehmung. Da die Studienkommissionen von den einzelnen Fakultätskollegien eingesetzt waren, konnte es vorkommen, dass die einzelnen Studienkommissionen an verschiedenen Fakultäten derselben Universität in vergleichbaren Fällen zu stark unterschiedlichen Entscheidungen kamen. Die Beschlüsse der Studienkommission hinsichtlich der Erlassung und Änderung von Studienplänen mussten dem Bundesminister vorgelegt werden und wurden nur dann rechtswirksam, wenn der Bundesminister sie nicht innerhalb von zwei Monaten nach Einlangen im Bundesministerium untersagte.
Der Studienkommission gehörten je zu einem Drittel Vertreter der Universitätsprofessoren, Vertreter der Universitätsassistenten und der wissenschaftlichen Mitarbeiter im Forschungs- und Lehrbetrieb (einschließlich der an der Universität beschäftigten Universitätsdozenten) und Vertreter der Studierenden an (Drittelparität). Die studentischen Vertreter wurden von der jeweiligen Studienrichtungsvertretung entsandt, die wiederum in direkter und persönlicher Wahl von allen Studenten der Studienrichtung gewählt wird. Diese Drittelparität war in den Hochschulreformen der 1970er Jahre eingeführt worden. Ein verpflichtender Frauenanteil war in den Studienkommissionen nicht vorgesehen.
Vorstufen von Studienkommissionen gab es schon seit dem 19. Jahrhundert. Ein Beispiel ist die Studienhofkommission in Wien, die Studien- und Schulreformen für das Gebiet Österreich-Ungarns erarbeitete.